# Поведь (село)
По́ведь — село в Торжокском районе Тверской области. Относится к Осташковскому сельскому поселению.
Находится в 28 км к северо-западу от города Торжка, на левом берегу реки Поведь, в 1 км к западу от деревни Осташково.

## История
Первое упоминание о погосте Поведь относится к 1568 году.
В 1859 году казённое село Поведь, 31 двор, 170 жителей.
Во второй половине XIX — начале XX века село Поведь центр прихода и волости Новоторжского уезда. В 1884 году — 34 двора, 205 жителей.
В 1940 году Поведь центр сельсовета в составе Новоторжского района Калининской области.
В 1997 году в селе 10 хозяйств, 29 жителей.

## Население
| 1859 | 1884 | 2002 | 2010 |
| ---- | ---- | ---- | ---- |
| 170  | ↗195 | ↘34  | ↘30  |

## Достопримечательности
- Церковь Покрова Пресвятой Богородицы. Храм построен в 1761 году, закрыт в 1937 году, вновь открыт в 1995 году[5].

- К северу от села находится Поведская участковая больница, построена родом Красильниковых (Оглоблиных), ранее здесь располагалось их родовое поместье, которое было экспроприировано в начале XX века.